# Cecilia Narova
Cecilia Narova (Morón, Buenos Aires, 13 de diciembre de 1960) es una destacada bailarina de tango y vedette argentina, conocida mundialmente por integrar el elenco del espectáculo Tango Argentino, estrenado en 1983.

## Biografía
Cecilia Narova nació en Morón, en el conurbano de Buenos Aires en 1960. A los 7 años ingresó a la Escuela de Danza de Morón, recibiéndose de profesora a los 13 años. Debutó en el entonces llamado Teatro Cómico (actual Lola Membrives) en el ballet del Chúcaro y Norma Viola, el más importante de la danza folklórica argentina, en un espectáculo dirigido por Mariano Mores. Siempre con el ballet participó luego en el espectáculo Vidala para un gaucho cobarde y en 1974, nuevamente en la presentación del espectáculo de Mores, esta vez en Mar del Plata.
En 1975, el ballet del Chúcaro realizó una gira por Europa, que tuvo problemas económicos. Con 15 años,  decide entonces separarse del ballet con otros cinco compañeros para formar el Grupo Malón Argentino.
En España, el empresario español Ricardo Ferrante la contrata en 1976 para integrar la reconocida revista Mujeres con sexy-boom, dirigida por Tony Leblanc, con la primera vedette Mary D'Arcos y los cómicos Antonio Funes y Cañito, entre otras figuras. Ese mismo año trabajo también en varios programas de la televisión de España.
En 1979, regresó a la Argentina siendo seleccionada por Antonio Gasalla para su revista en el Teatro Maipo, revista que en 1981 tendría a Claudio Segovia como escenógrafo y vestuarista. También fue contratada para trabajar con Jorge Porcel en televisión, y por las noches en Pigalle realizaba un número de baile en pareja con Adrián Zambelli. Para 1980 era una figura conocida y se la indicaba como "la futura gran vedette descubierta por Antonio Gasalla". El propio Gasalla declaraba a la prensa en ese momento las razones de su elección:

¿Por qué la elegí? Simplemente porque es divina. Baila como los dioses, tiene un físico increíble y es buena persona.
Antonio Gasalla

En 1983, fue elegida por Claudio Segovia y Héctor Orezzoli para integrar el elenco que estrenó en París el exitoso espectáculo Tango Argentino, haciendo el papel de Milonguita en uno de los cuadros más importantes de la obra. Permaneció en el elenco hasta 1985, poco antes de su estreno en Broadway.
En la década de 1990, actuó en algunas series de televisión y películas: La marca del deseo (1994), serie de TV de Emilio Alfaro, la comedia Hay fiesta en el conventillo (1995) de Jorge Porcel y Tango (1998) de Carlos Saura, como Laura Fuentes. En esta última protagoniza una destacada y sugestiva escena de baile con Mía Maestro, bailando juntas Tango lunaire de Lalo Schifrin, Maestro vestida de blanco y Narova de negro, en las que ambas terminan besándose.

## Cine
- 1984: Kain del planeta oscura
- 1995: Hay fiesta en el conventillo
- 1998: Tango
- 2005: Cargo de conciencia

## Televisión
- 1988: "Las gatitas y ratones de Porcel"
- 1995: "La marca del deseo"
- 2000: "Amor latino"
- 2006: "Afectos especiales - Tributo al Teatro de Revista"

## Teatro
- 1976: "Mujeres con sexy-boom" - en España junto a Mary D´Arcos, Antonio Funes, Cañito y elenco.
- 1979: "El Maipo es el Maipo y Gasalla es Gasalla" - Teatro Maipo junto a Antonio Gasalla, Claudia Lapacó, Reina Reech, Pedro Sombre, Alejandra Aquino, Alfredo Jiménez, Camila Perissé, Adrián Zambelli, Enrique Brown, Cristina Allende, Humberto Bracalente, Violeta Millán y Oscar López Ruiz.
- 1982: "La mariposa en el Maipo" - Teatro Maipo junto a Tato Bores.
- 1983: "Tango argentino" - Teatro Chátelet de Paris junto a Horacio Salgán, Ubaldo De Lio, María Graña, Raúl Lavié, Roberto Goyeneche, Jovita Luna, Elba Berón, Juan Carlos Copes, María Nieves, Mayoral, Elsa María, Nélida y Nelson, Virulazo y Elvira, Mónica y Luciano y Los Rivarola.
- 1995: "Viva la revista en el Maipo" - Teatro Maipo junto a Emmanuel, María José Gabín, Cutuli, Cris Miró, Edda Díaz, Gustavo Bertuol y elenco.
- 2006: "Tango y algo más" - Teatro Brodway junto a Guillermo Marcos, Sergio López, Alberto del Solar y Patricia La Sala.
- 2016: "La noche de los 200 años" - Espectáculo multimedia en la Plaza Vaticano de Buenos Aires junto a Maximiliano Guerra, Les Luthiers, César Isella, Raúl Lavié, David Lebón, Sandra Mihanovich, Tomás Lipán, Opus 4, Haydée Dabusti, Ballet Folclórico Sentires, Ballet del Teatro Colón y Coros Estable y de Niños del Teatro Colón.